# گیاه‌قلمیان
گیاه‌قلمیان (نام علمی: Petrosaviaceae) نام یک تیره از تک‌لپه‌ای‌ها است.